# Vasopressine
Pour les articles homonymes, voir AVP et ADH.
La vasopressine, ou hormone antidiurétique (aussi désignée par les sigles ADH, de l’anglais : Antidiuretic hormone, et AVP, pour arginine-vasopressine, bien qu'il existe une forme LVP, pour Lysine-vasopressine chez les Suidae), est une hormone peptidique synthétisée par les noyaux supraoptiques et paraventriculaires de l'hypothalamus, et libérée par l'hypophyse postérieure (neurohypophyse). Elle a principalement un rôle antidiurétique au niveau du rein, où elle provoque une réabsorption active d'eau via une action sur le tube collecteur du néphron lors d'une déshydratation corporelle. Son gène est AVP situé sur le chromosome 20 humain.

## Historique
Les effets hypertenseurs des extraits pituitaires sont décrits dès la fin du XIXe siècle et l'hormone antidiurétique est identifiée dans les années 1950. Sa composition sera établie en 1951.
Le syndrome de sécrétion inappropriée d'hormone anti-diurétique est décrit en 1957.
Les premiers inhibiteurs de la vasopressine sont développés dans les années 1980 et le premier inhibiteur non peptidique (« vaptans ») est décrit en 1992.

## Structure
La vasopressine est un peptide comportant neuf acides aminés, dont les deux groupements cystéine sont reliés par un pont disulfure (Cys1 - Cys6). La séquence des acides aminés est présentée ci-dessous.
H─Cys─Tyr─Phe─Gln─Asn─Cys─Pro─Arg─GlyG-NH2
Pour la lysine-vasopressine, l'acide aminé en position 8 est la lysine.
Bien que la vasopressine et l'ocytocine aient des structures voisines (sept acides aminés en commun), ces deux hormones possèdent des effets très différents.

## Effets
La vasopressine agit en stimulant des récepteurs spécifiques : V1A, V1B, V2 et V3 :
- V1 : rôle au niveau des vaisseaux, de l'utérus et des plaquettes : proaggrégant ;
- V2 : présent au niveau rénal pour stimuler la réabsorption d'eau par le tubule collecteur médullaire en permettant à ce niveau l'insertion de l'aquaporine 2 à la membrane cellulaire ;
- V3 : rétrocontrôle hypophysaire pour diminuer sa propre sécrétion.

### Action antidiurétique
La vasopressine a une action antidiurétique : elle diminue le volume des urines en augmentant la perméabilité à l'eau du tube collecteur. Elle se fixe sur le récepteur V2, qui est couplé à une protéine Gα, ce qui active une cascade de signalisation passant par la PKA. Cela provoque la synthèse d'aquaporine 2 (pore transmembranaire) ainsi que sa translocation à la membrane apical/urinaire. 
L'éthanol est un inhibiteur de la vasopressine ; une grande consommation de produits alcoolisés augmente le volume des urines. L’alcool affecte l’hypothalamus, une partie du système nerveux central qui a pour fonction (entre autres) de contrôler l’osmolarité sanguine. L’absorption d’alcool a pour effet de diminuer la sécrétion de l’hormone antidiurétique (ADH) par la neurohypophyse (partie postérieure de l’hypophyse, liée à l'hypothalamus par l'axe hypotalamo-hypophysaire. Ceci a pour effet une diminution de l'expression des aquaporines permettant la réabsorption de l'eau dans le tube collecteur, donc une augmentation de la diurèse (volume des urines) et à terme une déshydratation.
En pharmacologie, la vasopressine est aussi utilisée pour son effet vasoconstricteur (contraction des vaisseaux). Cela nécessite cependant des doses importantes de vasopressine, ce qui explique que dans les conditions physiologiques, la vasoconstriction due à l'ADH est peu observée.

### Activation de la synthèse des prostaglandines
L'ADH a par ailleurs une action stimulatrice sur la synthèse de prostaglandines (prostaglandine E2 notamment). Ces hormones vont altérer les effets antidiurétiques et vasoconstricteurs de l'ADH. Elles vont agir localement sur le rein et vont permettre d'y contrer l'effet vasoconstricteur de l'ADH, maintenant ainsi la perfusion sanguine de cet organe.

## Régulation
La quantité de vasopressine circulante est régulée par l'osmolarité et la pression artérielle (plus précisément, par la volémie). 
Au niveau de la crosse aortique et du sinus carotidien, des barorécepteurs analysent la pression artérielle. En cas de chute de pression, l'information est transmise au système nerveux central et à l'hypothalamus qui augmente la production de vasopressine. Cela permet une réabsorption de toute l'eau au niveau rénal, pour ne pas plus faire chuter la tension.
L'augmentation de l'osmolarité est analysée par les osmorécepteurs du troisième ventricule cérébral et se traduit également par une hausse de la sécrétion de vasopressine. Parfois, une mauvaise régulation peut être la cause d'une énurésie[réf. nécessaire].

## Modes d'action

### Vasoconstriction
La vasopressine est produite en quantité plus ou moins importante selon l'heure (rythme nycthéméral), se lie sur des récepteurs (AVPR1) des muscles des vaisseaux, et induit, par l'intermédiaire d'une protéine Gq, l'activation d'une phospholipase C et l'augmentation de la concentration intracellulaire en ions calcium. Les ions Ca2+ ainsi libérés favorisent les interactions entre les protéines d'actine et de myosine, ce qui conduit à la contraction des vaisseaux. Après la contraction, des pompes à calcium (SERCA) s'ouvrent dans la membrane du réticulum endoplasmique rugueux qui diminuent la concentration de calcium intracellulaire et ainsi permettent à une autre contraction de se produire.

### Action antidiurétique
Au niveau rénal, la vasopressine se lie sur des récepteurs (AVPR2) des cellules du tube collecteur, ce qui concourt, par l'intermédiaire d'une protéine Gs, à l'augmentation du taux intracellulaire d'AMPc. L'AMPc active des protéines kinases de type A qui phosphorylent des aquaporines (AQP2). Les aquaporines (canaux hydriques), qui sont initialement présentes dans des vésicules cytoplasmiques, migrent alors vers la membrane apicale. Les molécules d'eau peuvent alors rentrer passivement dans la cellule du tube collecteur à travers les AQP2 en suivant le gradient osmotique, puis en sortir via d'autres aquaporines (AQP3 et AQP4) exprimées en permanence sur la membrane baso-latérale, afin d'atteindre l'interstitium rénal. L'eau est ainsi réabsorbée, ce qui diminue la quantité d'urine sécrétée tout en augmentant sa concentration.

## Antagonistes de la vasopressine
Différentes molécules sont en cours de développement comme antagonistes de la vasopressine, ce qui permettrait, entre autres, d'avoir un traitement de certaines formes d'hyponatrémie (concentration basse de sel dans le sang). Parmi elles, on peut citer le tolvaptan, testé en cas d'insuffisance cardiaque ou en cas d'hyponatrémie, le conivaptan, ces deux produits étant des inhibiteurs non peptidiques.
Le tolvaptan possède d'ailleurs à présent une indication dans le traitement de la polykystose rénale autosomique dominante. Il est à ce jour le seul traitement médicamenteux ayant fait preuve d'efficacité dans le ralentissement de la progression de l'insuffisance rénale chronique.

## Sécrétion posthypophysaire: excès ou défaut
- Hypersécrétion d'ADH par la posthypophyse :
  - conséquences d'excès d'eau libre dans le cadre d'une SIADH (sécrétion inappropriée d'ADH) ;
  - asthénie, nausées/vomissements, céphalées, confusion, troubles de conscience voire coma, hyponatrémie.

- Hyposécrétion d'ADH par la posthypophyse : hypopituitarisme :
  - conséquences de diabète insipide avec perte d'eau libre, syndrome polyurie-polydypsie ;
  - s'il n'y a pas de compensation des pertes, on constate une déshydratation avec sécheresse des muqueuses, pli cutané, diminution du poids, fièvre, tachycardie, confusion, troubles de conscience, hypernatrémie.

## Vasopressine et comportement sexuel & parental
Les neuropeptides tels que la vasopressine ont aussi des effets sur les circuits cérébraux associés aux comportements sexuels.

### Vasopressine chez les campagnols
Chez les campagnols, des recherches ont montré que les comportements sexuels sont en partie associés à la vasopressine. Le campagnol des prairies présente un attachement familial profond, est sociable et monogame. À la suite de l'accouplement, le couple est très uni et habite le même nid. Les deux parents sont impliqués activement dans les soins des petits pendant une longue période et le mâle défend sa compagne. À l'opposé, le campagnol des montagnes est asocial et volage, chacun possède son propre nid, la femelle ne s'occupe de sa progéniture que pendant une brève période et les mâles ne s'impliquent pas du tout dans la vie des petits. Des études pharmacologiques montrent que chez le campagnol des prairies, la vasopressine joue un rôle dans le développement de la fidélité des mâles et dans leur implication auprès des petits. Ces effets ne sont pas observés chez les campagnols des montagnes, probablement à cause de différences dans la programmation génétique des circuits cérébraux associés à ces instincts. Ces derniers ont une densité plus faible de récepteurs de la vasopressine que les campagnols des prairies.  

### Vasopressine chez le primate
Chez le primate, les effets des neuropeptides sont plus subtils. L'injection de vasopressine affecte les singes mâles peu importe leur rang social, diminuant les comportements sociaux et augmentant l'activité motrice.

### Vasopressine chez l'humain
La vasopressine aurait une influence sur les comportements affiliatifs de l'humain mâle (attachement entre partenaires sexuels), sur son agressivité ou son stress dans certains contextes, mais les nombreuses données sur les comportements d’animaux non-humains et les résultats des études plus récentes sur l'humain restent encore fragiles, en raison notamment des données en apparence contradictoires, des interactions à plusieurs niveaux et des obstacles méthodologiques.